# Municipio de Lilla Edet
Lilla Edet (en sueco: Lilla Edets kommun) es un municipio en la provincia de Västra Götaland, al suroeste de Suecia. Su sede se encuentra en la localidad de Lilla Edet. El municipio actual se formó en 1971, cuando la ciudad de mercado (köping) de Lilla Edet (instituida en 1951) se fusionó con parte de Flundre, Inlands Torpe y Lödöse.

## Localidades
Hay 5 áreas urbanas (tätort) en el municipio:
| # | Tätort            | Población |
| - | ----------------- | --------- |
| 1 | Lilla Edet        | 3914      |
| 2 | Lödöse            | 1818      |
| 3 | Lilla Edet västra | 1585      |
| 4 | Göta              | 1092      |
| 5 | Nygård            | 485       |
| 6 | Hjärtum           | 386       |

## Ciudades hermanas
Lilla Edet está hermanado o tiene tratado de cooperación con:
- Nurmijärvi, Finlandia
- Nome, Noruega